# Lathrolestes profenusae
Lathrolestes profenusae är en stekelart som beskrevs av Barron 1994. Lathrolestes profenusae ingår i släktet Lathrolestes och familjen brokparasitsteklar. Inga underarter finns listade i Catalogue of Life.